# Карасу (Жуалынский район)
Карасу (каз. Қарасу, до 1999 г. — Юрьевка) — село в Жуалынском районе Жамбылской области Казахстана. Входит в состав Карасазского сельского округа. Код КАТО — 314253400.

## Население
В 1999 году население села составляло 119 человек (60 мужчин и 59 женщин). По данным переписи 2009 года, в селе проживало 138 человек (74 мужчины и 64 женщины).